# Myrti

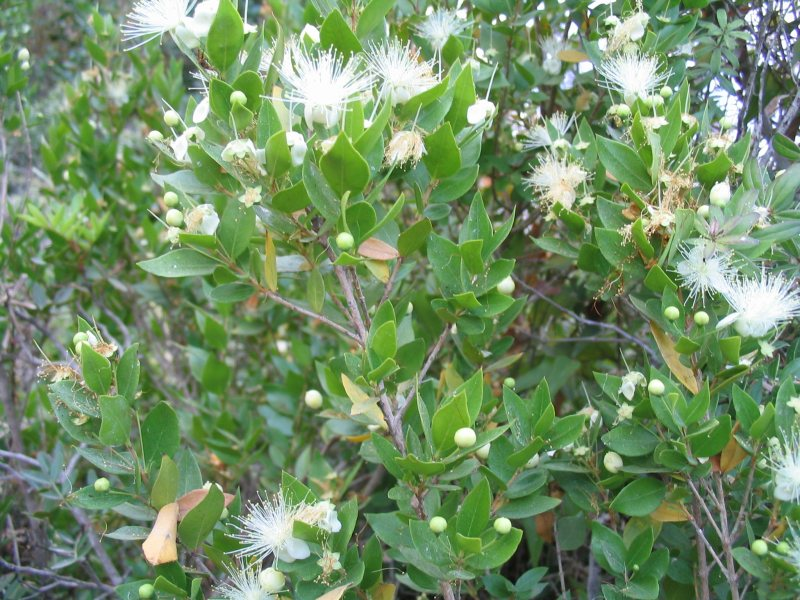
Myrtus

Myrti, na classificação taxonômica de Jussieu (1789), é uma ordem botânica da classe Dicotyledones, Monoclinae (flores hermafroditas ), Polypetalae ( corola com duas ou mais pétalas) e estames perigínicos (quando os estames estão inseridos à volta do nível do ovário).
Apresenta os seguintes gêneros:
- Alangium, Dodecas, Melaleuca, Leptospermum, Guapurium, Psidium, Myrtus, Eugenia, Caryophyllus, Decumaria, Punica, Philadelphus, Sonneratia, Faetidea, Catinga, Butonica, Stravadium, Pirigara, Couroupita, Lecythis.